# Stjepan Šterc
Stjepan Šterc (Desna Martinska Ves, 1953.) hrvatski je znanstvenik, demograf i sveučilišni profesor. Svoj je znanstveni i profesionalni rad posvetio demografiji, geografiji i razvoju hrvatskog visokog školstva.

## Obrazovanje i akademska karijera
Nakon završetka osnovne škole i I. gimnazije u Zagrebu, Šterc je 1979. diplomirao geografiju na Prirodoslovno-matematičkom fakultetu Sveučilišta u Zagrebu. Godine 1980. započinje svoj rad kao asistent na Geografskom odsjeku PMF-a, gdje vodi vježbe iz demogeografije te samostalno predaje kolegije Geografske grafičke metode i Statistiku za geografe. Magistarski rad brani 1987., a doktorsku disertaciju 2012. godine.

## Profesionalna djelatnost
U razdoblju od 1991. do 2003. godine obnašao je više značajnih dužnosti u državnim institucijama:
- ravnatelj odjela za specijalni rat u Ministarstvu obrane
- savjetnik u Ministarstvu vanjskih poslova
- pomoćnik ministra razvitka i obnove
- djelatni časnik Hrvatske vojske tijekom Domovinskog rata

Šterc je značajno pridonio razvoju hrvatskih znanstvenih institucija kao jedan od utemeljitelja: Instituta Ivo Pilar, Fakulteta hrvatskih studija i znanstvenog časopisa „Društvena istraživanja”.
Njegov nastavni rad obuhvaćao je predavanja na više institucija, među kojima su: Fakultet hrvatskih studija, Geografski odsjek PMF-a i Ratna škola OSRH „Ban Josip Jelačić“ u Zagrebu.
Autor je značajnog broja znanstvenih i stručnih publikacija: 40 znanstvenih radova, 19 studija i elaborata, 39 stručnih radova i 2 sveučilišna udžbenika.
Posebno se ističe njegov doprinos u izradi važnih nacionalnih dokumenata kao što su: Nacionalni program demografskog razvitka Republike Hrvatske, Zakon o otocima i Studija o razvitku područja posebne državne skrbi.
Bio je član brojnih značajnih tijela kao što su: Vijeće za demografski razvitak RH, Savjet za prostorni razvoj RH, Predsjedničko vijeće i Povjerenstvo za sukcesiju Vlade RH.
Nositelj je Reda Danice hrvatske s likom Blaža Lorkovića.
Godine 2024. Šterc je otišao u mirovinu s pozicije predstojnika i voditelja studija demografije i hrvatskog iseljeništva na Fakultetu hrvatskih studija, koji je pokrenuo 2019. godine. Tijekom svoje karijere bio je mentor velikog broja završnih studentskih radova te je aktivno sudjelovao u javnom životu kroz brojna predavanja, tribine i medijske nastupe vezane uz demografsku problematiku.
Od ljeta 2024. savjetnik je ministra demografije i useljeništva Ivana Šipića.